# Taifa Majorca

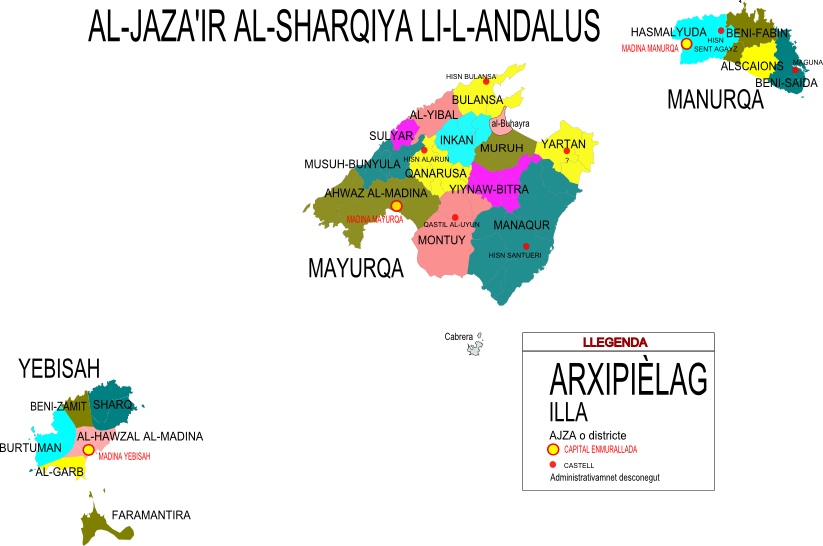
Indeling van de Moorse Balearen.

De taifa Majorca was een emiraat (taifa) op het eiland Majorca van de eilandengroep de Balearen in het oosten van Spanje. De stad Palma de Mallorca (Arabisch: Madina Mayurqa) was de hoofdplaats van de taifa. De taifa kende een onafhankelijke periode van 1076 tot 1116 en van 1147 tot 1203, toen het werd veroverd door de Almohaden uit Marokko.

## Lijst van emirs
- Taifa Dénia: ca. 1014-1076

Banu Aglab
- Ibn Aglab al-Murtada: 1076-1093
- Mubassir: 1093-1114
- Abu al-Rabi Suleiman: 1114-1116

Banu Ghaniya
- Mohammed I ibn Ali ibn Yusuf al-Massoefi ibn Ganiya: 1126-1155
- Abdallah ibn Mohammed: 1155
- Abu Ibrahim Ishaq ibn Mohammed: 1156-1183
- Mohammed II ibn Ishaq: 1183-1184
- Ali ibn Ishaq: 1184-1185
- Mohammed II (hersteld): 1185-1187
- Tasfin: 1187
- Yahya: 1187-1203
- Aan de Almohaden: 1203-1229